# Хэм, Кен
Кеннет Альфред Хэм (англ. Kennet Alfred Ham 20 октября 1951, Кэрнс, Квинсленд, Австралия) — американский христианский фундаменталист, младоземельный креационист австралийского происхождения. Является основателем, генеральным директором и бывшим президентом Answers in Genesis (AiG), христианской апологетической организации, которая управляет Музеем сотворения и тематическим парком Ark Encounter.
Хэм выступает за библейский буквализм, полагая, что повествование о сотворении в Книге Бытия является историческим фактом и что Вселенная и Земля были созданы вместе примерно 6000 лет назад, вопреки научному консенсусу о том, что Земле около 4,5 миллиардов лет, а Вселенной около 13,8 миллиардов лет.

## Биография

### Ранние годы
Хэм родился 20 октября 1951 года в Кэрнсе, Квинсленд. Его отец Мервин был педагогом-христианином, который работал директором в нескольких школах по всему Квинсленду.
Хэм получил степень бакалавра прикладных наук (с упором на биологию окружающей среды) в Технологическом институте Квинслендского технологического университета, где позже получил диплом педагога. Во время прохождения обучения в университете он находился под влиянием книги Джона Уиткомба и Генри Морриса 1961 года Потоп Бытия. По окончании учёбы в 1975 году Хэм начал преподавать естественные науки в средней школе в Долби, Квинсленд.

### Карьера
В 1977 году Хэм начал преподавать в средней школе в Брисбене, где познакомился с Джоном Маккеем, другим учителем, исповедовавшим младоземельный креационизм. Хэм был тогда «потрясён тем фактом, что некоторые из его учеников предположили, что их учебники, преподававшие эволюционную науку, успешно доказали, что Библия неверна», и он сказал, что это «зажгло огонь в моих костях сделать что-нибудь с влиянием эволюционного мышления на студентов и общественность в целом». В 1979 году он оставил свою преподавательскую должность и вместе с женой Мэлли основал Creation Science Supplies и Creation Science Educational Media Services, которые предоставили ресурсы для преподавания креационизма в государственных школах Квинсленда. В 1980 году Хэм и Маккей объединили две организации с Ассоциацией креационных наук (CMI) Карла Виланда, чтобы сформировать Фонд креационных наук (CSF).
По мере того, как работа CSF расширялась, Хэм переехал в США в январе 1987 года, чтобы принять участие в турне с выступлениями с другой креационистской организацией, Институтом креационных исследований (ICR). Его серия лекций «Назад к Бытию» была посвящена трём основным темам: что эволюционная теория привела к упадку культуры, что буквальное прочтение первых одиннадцати глав Книги Бытия содержит истинное происхождение Вселенной и образец для общества и что христиане должны вести культурную войну против атеизма и гуманизма. По мере того, как его популярность в Соединённых Штатах росла, Хэм покинул ICR в 1994 году и вместе с коллегами Марком Лоем и Майком Зоватом основал Creation Science Ministries при содействии CMI. В 1997 году организация Хэма сменила название на «Answers in Genesis».

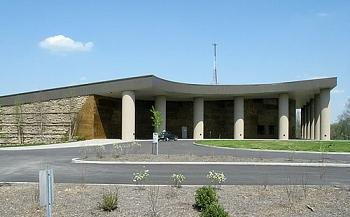
Музей Сотворения в Питерсбурге (штат Кентукки) (США)

С момента основания AiG Хэм планировал открыть музей и учебный центр рядом со своей штаб-квартирой во Флоренции, штат Кентукки, заявив в 2007 году в интервью Австралийской радиовещательной корпорации: «Австралия не самое подходящее место для строительства такого объекта, если вы собираетесь достичь всего мира. На самом деле [таковой должна быть] Америка (англ. Really, America is)». В отдельном интервью корреспонденту The Sydney Morning Herald Хэм объяснил: «Одна из основных причин, по которой [AiG] переехала [во Флоренцию], заключалась в том, что мы находимся в часе полёта от 69 процентов американского населения». Музей площадью 5600 м2, расположенный в Питерсбурге (штат Кентукки), был открыт 27 мая 2007 года.
В феврале 2014 года Хэм провёл публичные дебаты с американским педагогом и инженером Биллом Найем вопрос о том, является ли младоземельный креационизм жизнеспособной моделью происхождения всего в современную научную эпоху. Критики выразили обеспокоенность тем, что дебаты придали видимость научной легитимности креационизму, а также простимулировали сбор средств на проекты Хэма. Най на это ответил, что дебаты были «возможностью разоблачить благонамеренного Кена Хэма и поддержку, которую он получает от своих последователей, как плохую для Кентукки, плохую для научного образования, плохую для США и, следовательно, плохую для человечества».
Хэм сказал, что огласка, вызванная дебатами, помогла стимулировать строительство тематического парка Ark Encounter, которое было заморожено из-за нехватки средств. Встреча в здании в виде Ноевого ковчега началась 7 июля 2016 года, (дата 07.07.2016), выбранная в соответствии с Бытием 7:7, библейским стихом, описывающим вход Ноя в ковчег. На следующий день Най посетил Ark Encounter, где он, и Хэм провели неофициальные дебаты.

### Личная жизнь
30 декабря 1972 года Кен Хэм женился на Мэлли. Всего у пары родилось пятеро детей.

## Убеждения

### Креационизм
По словам Хэма, его отец, который также был младоземельным креационистом, вдохновил его интерпретировать Книгу Бытия как «буквальную историю», и он впервые отверг то, что он назвал «эволюцией от молекул к человеку» в старшей школе.
Исповедуя младоземельный креационизм и догмат о непогрешимости Библии, Хэм считает, что Книга Бытия является историческим фактом. Хэм считает, что возраст Вселенной составляет около 6000 лет, и утверждает, что потоп произошёл около 4400 лет назад, приблизительно в 2348 году до нашей эры. Хэм утверждает, что знания об эволюции и Большом взрыве требуют непосредственного наблюдения, а не умозаключения, что выражается в призыве для учёных и преподавателей естественных наук ответить на вопрос: «А Вы были там?» В то же время сам Хэм признаёт, что подобные вопросы также обесценивают креационизм в качестве научной гипотезы.
Хэм писал:

Почему Господь создал пастырства научного креациоизма по всему миру? … Господь призвал нас не просто покончить с эволюцией, но и помочь восстановить фундамент Евангелия в нашем обществе. Мы верим, что если церкви возьмут на вооружение инструмент креационной евангелизации в обществе, мы не только увидим прекращение прилива гуманистической философии, но и увидим семена возрождения, посеянные в культуре, которая с каждым днем становится всё более языческой.

### Взгляды на сексуальность
Хэм считает, что аборты, однополые браки, гомосексуальность и трансгендерность — «это нападки на истинную семью, установленную Богом в Писании». Он считает, что «радуга не должна символизировать „свободу, любовь, гордость или движение ЛГБТ“» (имея в виду символ ЛГБТ-движения), и что «христиане должны вернуть радугу и научить нашу молодёжь её истинному значению».

### Другие убеждения
Хэм отвергает научный консенсус в отношении изменения климата.

## Споры с CMI и GHC
В конце 2005 года Конфедерация AiG распалась из-за разногласий между Хэмом и Карлом Виландом по поводу «различий в философии и работе». Это разногласие привело к тому, что Хэм фактически сохранил за собой руководство филиалами в Великобритании и Америке, в то время как Виланд занимал пост управляющего директора австралийского филиала и небольших офисов в Канаде, Новой Зеландии и ЮАР. Это разделение на две группы привело к тому, что австралийское отделение переименовало себя в Creation Ministries International (CMI). AiG осталась за Хэмом и продолжала расширять свой штат и тесно сотрудничать с Институтом креационных исследований (ICR). Креационист из «Молодой Земли» Курт Уайз был нанят Хэмом в качестве консультанта для помощи на заключительных этапах музейного проекта.
В мае 2007 года Creation Ministries International (CMI) подала иск против Хэма и AiG в Верховный суд Квинсленда, требуя возмещения убытков и обвиняя его в обмане по отношению к австралийской организации. Члены группы выразили «озабоченность доминированием господина Хэма в группах, количеством денег, потраченных на его коллег-руководителей, и переходом от проповеди креационизма к сбору пожертвований». Хэма обвинили в попытке довести австралийское министерство до банкротства. Согласно веб-сайту CMI, этот спор был урегулирован мирным путём в апреле 2009 года.
В марте 2011 года правление Great Homeschool Conventions, Inc. (GHC) проголосовало за исключение Кена Хэма и AiG из будущих съездов. Организатор конференции Бреннан Дин заявил, что Хэм сделал «ненужные, безбожные и подлые заявления, которые в лучшем случае вызывают разногласия, а в худшем представляют собой клевету». Далее Дин заявил: «Мы считаем, что христианские учёные должны быть услышаны, не опасаясь остракизма или нападок ad hominem». Отказ от приглашения произошёл после того, как Хэм раскритиковал Питера Эннса из Фонда БиоЛогос, который выступал за символическую, а не буквальную интерпретацию грехопадения Адама и Евы. Хэм обвинил Эннса в поддержке «откровенно либеральной теологии, которая полностью подрывает авторитет Слова Божьего».